# Милиони на отоку
Милиони на отоку је југословенски филм први пут приказан 6. априла 1955. године. Режирао га је Бранко Бауер а сценарио је написао Арсен Диклић.

## Радња
Браћа Жељко и Младен заједно с пријатељем Ивицом добију флавну премију на спортској прогнози. Не желе то открити родитељима, јер намеравају потрошити новац за куповину брода. Сазнавши за то, криминалци Тигар и Жути покушавају им отети новац, но дечаци су већ кренули на море да остваре свој наум. У возу упознају малог делинквента Душка, који је у бегу од Тигра.

## Улоге
| Глумац               | Улога                                 |
| -------------------- | ------------------------------------- |
| Метка Габријелчич    | Вера                                  |
| Владимир Бачић       | Тигар                                 |
| Реља Башић           | Жути / Штакор                         |
| Радован Вучковић     | Душко / Жабац                         |
| Златко Лукман        | Жељко                                 |
| Бранко Белина        | Младен                                |
| Игор Рогуља          | Ивица                                 |
| Стјепан Писек        | Барба (као С.Писек)                   |
| Коља Царевић         | Бранко (као К.Царевић)                |
| Владимир Погачић     | Инспектор (као В.Погачић)             |
| Иво Пајић            | Жељезничар (као И.Пајић)              |
| Грета Краус Араницки | Ивичина Тета (као Г.Краус-Араницки)   |
| Борис Тесија         | Жељков и Младенов отац (као Б.Тесија) |

Остале улоге  ▼
| Глумац                   | Улога                                   |
| ------------------------ | --------------------------------------- |
| Наташа Медовић           | Девојка у возу (као Н. Медовић)         |
| Љубица Драгић Стипановић | Ивицина мама (као Љ. Драгић-Стипановић) |
| Марко Сољалич            | Ивицин Отац (као М.Сољалич)             |
| Хермина Пипинић          | Ивицина сестра (као Х. Пипинић)         |
| Тихомир Поланец          | Први шверцер (као Т.Поланец)            |
| Борис Иванчић            | Други шверцер (као Б.Иванчић)           |
| Павао Сацер              | Кондуктер у возу (као П.Сацер)          |
| Радојко Јежић            | Благајник (као Р.Јежић)                 |
| Вики Гловацки            | Фризер (као В.Гловацки)                 |
| Младен Шермент           | Конобар (као М.Сермент)                 |

Комплетна филмска екипа  ▼
| Редитељ                   | Бранко Бауер      |                                   |
| Сценариста                | Арсен Диклић      |                                   |
| Композитор                | Борис Папандопуло |                                   |
| Директор фотографије      | Бранко Блазина    |                                   |
| Mонтажер                  | Лида Браниш       |                                   |
| Сценограф                 | Желимир Загота    |                                   |
| Костимограф               | Теа Стефанчић     |                                   |
| Одсек за шминку           | Дује Дупланчић    | шминкер                           |
| Менаџер продукције        | Владимир Џамоња   | директор филма                    |
| Помоћник режије           | Стјепан Драганић  | помоћник редитеља                 |
| Помоћник режије           | Симо Дубајић      | помоћник редитеља                 |
| Уметнички одсек           | Иво Балтић        | сценски реквизитер                |
| Одсек за звук             | Саша Лотка        | звучни ефекти                     |
| Одсек за звук             | Маријан Томазетић | тон мајстор                       |
| Одсек за камеру и расвету | Милан Бабић       | пратилац камере                   |
| Одсек за камеру и расвету | Срећко Бркић      | вођа расвете                      |
| Одсек за камеру и расвету | Златко Хауптфелд  | вођа расвете                      |
| Одсек за камеру и расвету | Иван Каблер       | сценски мајстор                   |
| Одсек за камеру и расвету | Милош Радивојевић | пратилац камере                   |
| Одсек за костим           | Теа Стефанчић     | гардеробер                        |
| Музички одсек             | Лидија Јојић      | музички уредник                   |
| Остала екипа              | Дана Господнетиц  | секретар режије (као Дана Лончар) |